# Filips van Montmorency

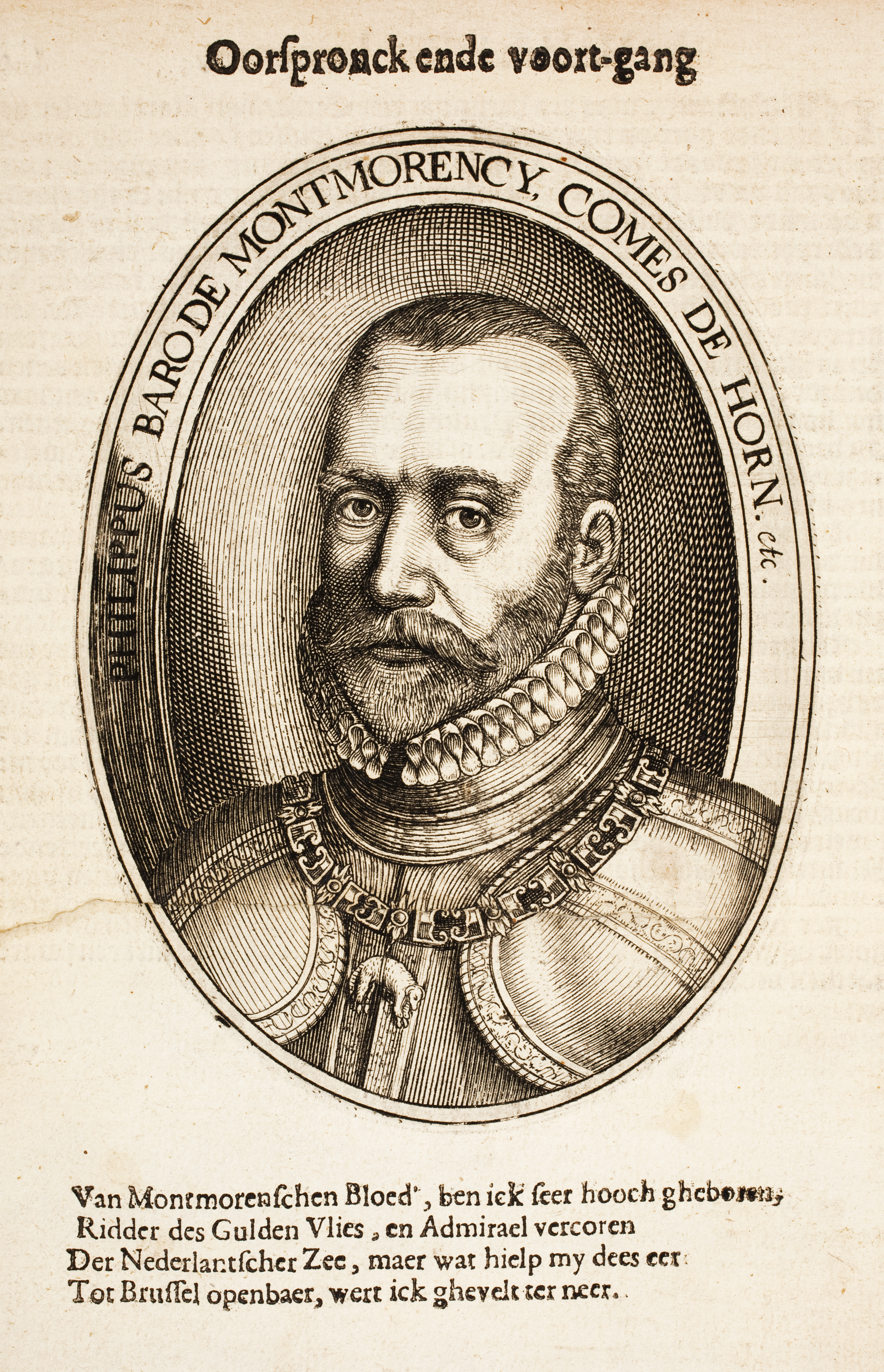
Horne, in Johannes Gysius (±1583-1652): Oorspronck ende voortgang der Nederlandtscher beroerten, 1616

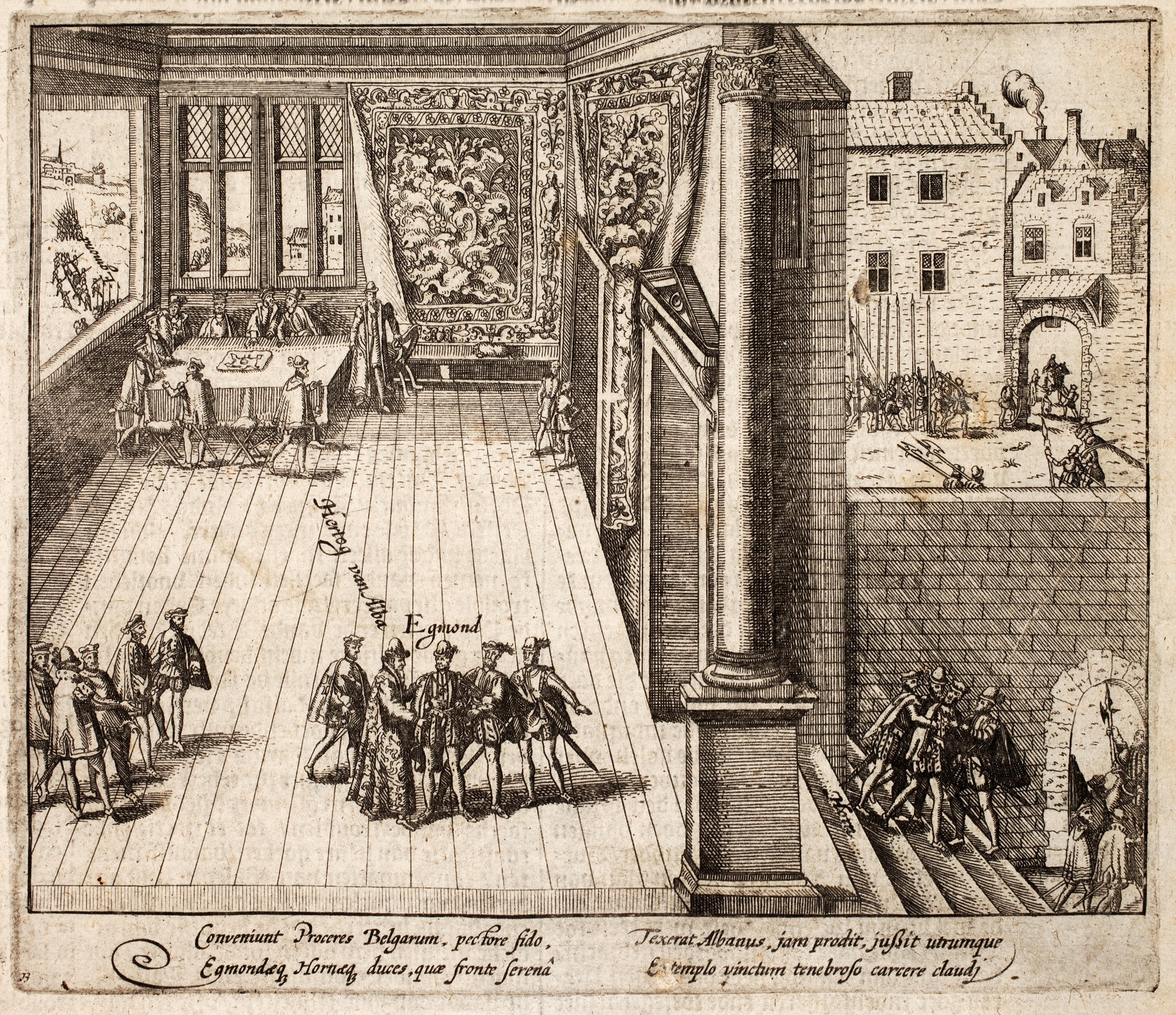
De hertog van Alva arresteert Egmont en Horne tijdens een eetafspraak, september 1567.

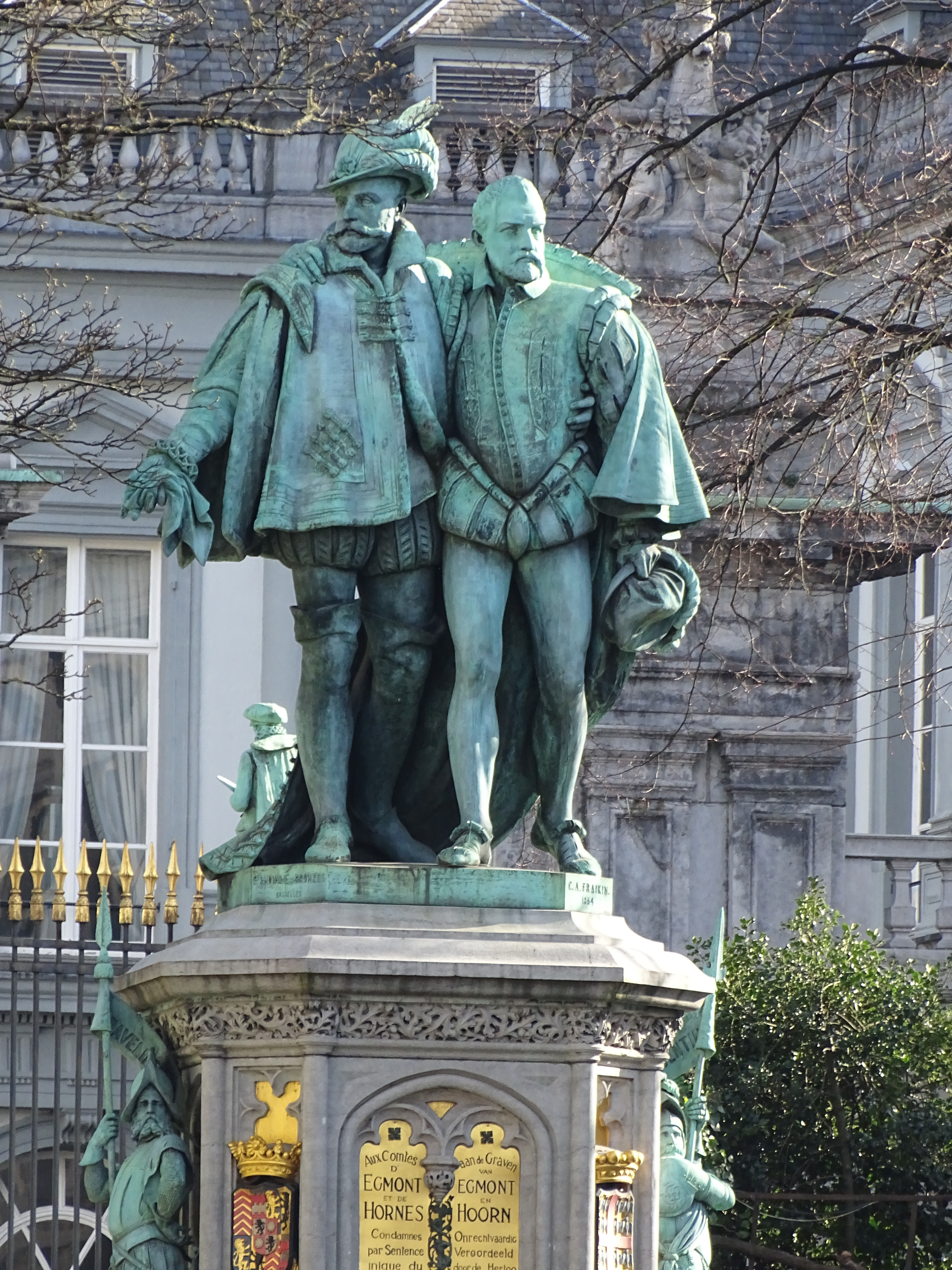
Standbeeld van Egmont en Horne te Brussel

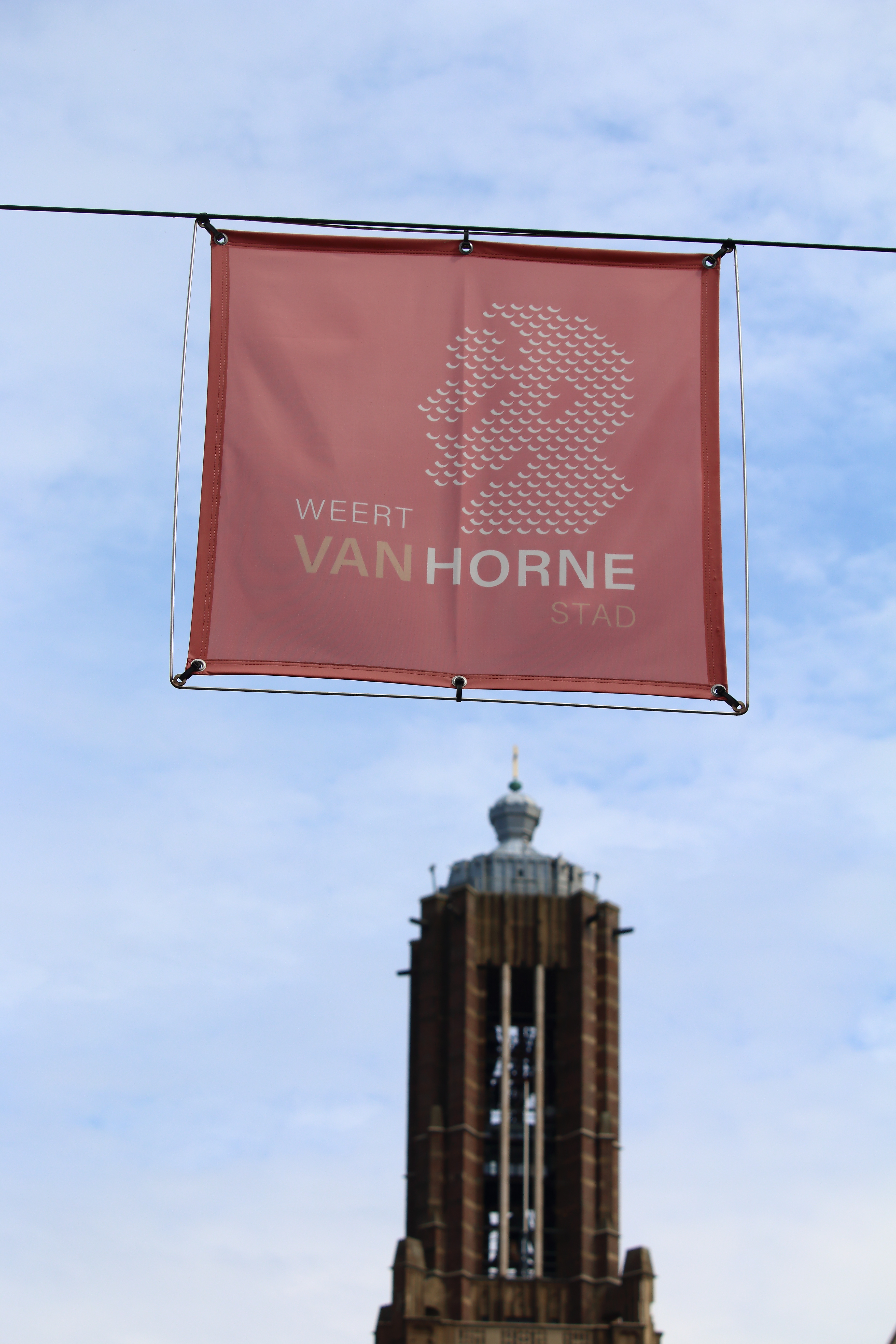
'Weert van Hornestad'

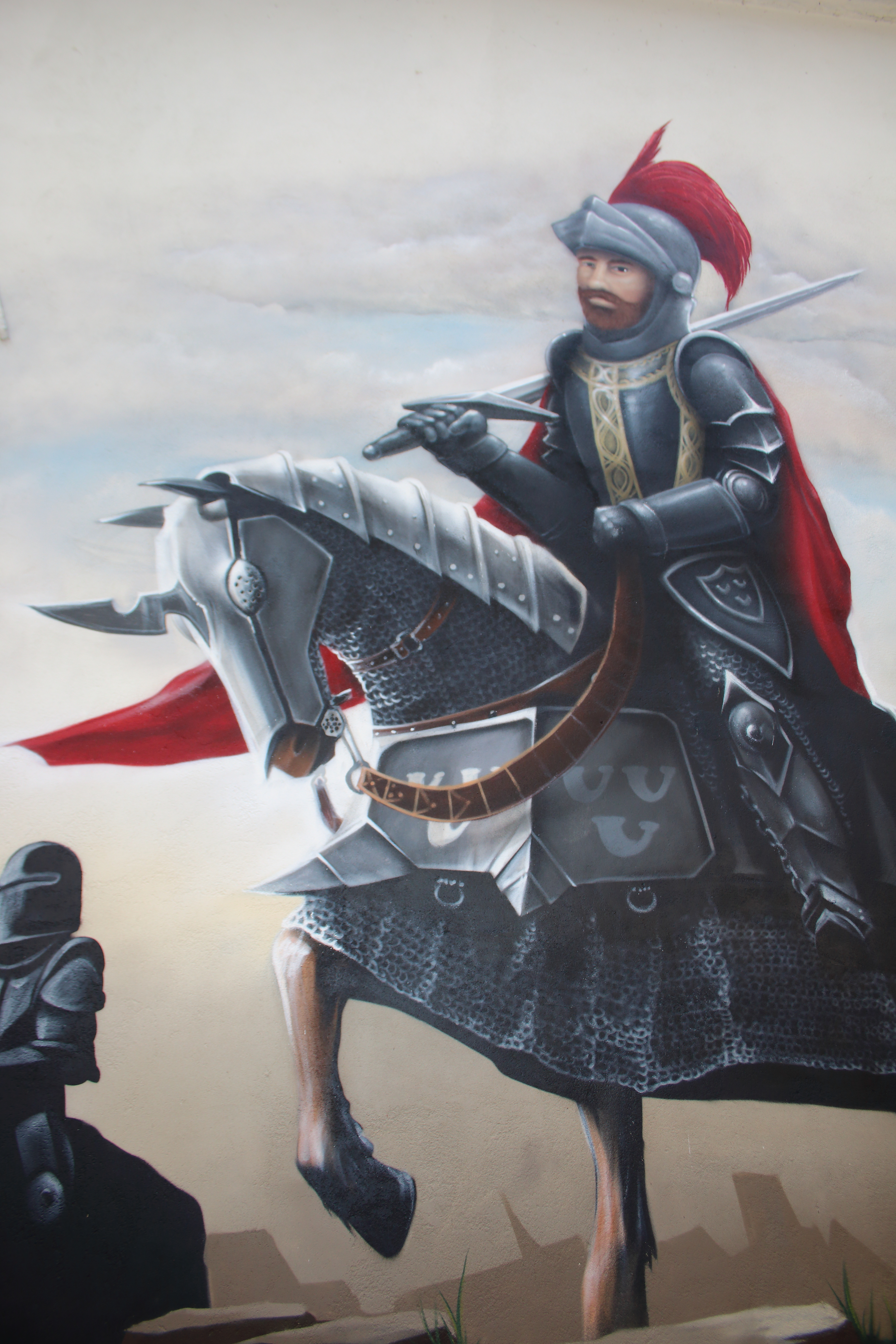
Muurschildering Philips van Horne in Weert

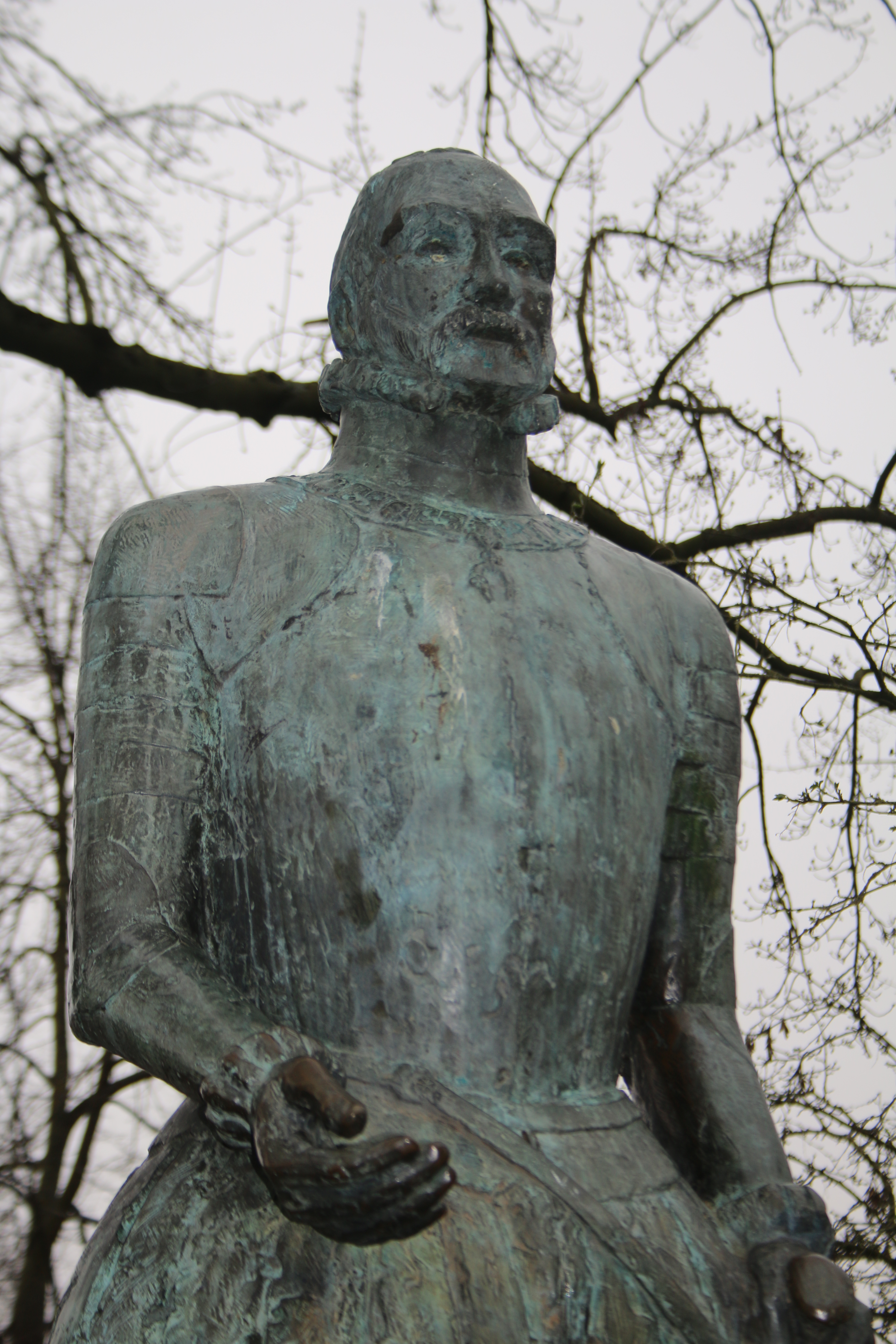
Standbeeld van Filips van Montmorency in Horn

Filips van Montmorency (ook Philips van Montmorency of Philips van Horne) (mogelijk op het Kasteel van Ooidonk te Deinze, 1524 - Brussel, 5 juni 1568), beter bekend als graaf (van) Horne en met minder recht ook als graaf van Hoorn, was een krijgs- en staatsman in de Habsburgse Nederlanden vlak voor het begin van de Tachtigjarige Oorlog. Sommige bronnen spreken overigens van 1518 als geboortejaar.

## Naam
De naam "Horne" of "Hoorne" verwijst naar het graafschap Horn, dat zijn naam ontleent aan het Limburgse dorp Horn, waar nog altijd het stamkasteel van de heren van Horn staat. Dit Luikse leen erfde Filips van Montmorency van graaf Jan van Horne, de tweede echtgenoot van zijn moeder Anna van Egmont. Met de stad Hoorn had de graaf niets te maken. De naam Horn komt namelijk van het Limburgse plaatsje Horn gelegen tussen Roermond en Weert. Hij woonde in Weert en ligt er ook begraven.

## Levensloop
Filips van Montmorency-Nivelle, graaf van Horne, was de zoon van Jozef van Montmorency, heer van Nevele. Zijn moeder Anna van Egmont, dochter van Floris van Egmont, hertrouwde met Jan (1480-1540), graaf van Horne, die zijn stiefzoon aldus het graafschap Horne en de heerlijkheden Heusden, Altena en Weert naliet. In 1546 trouwde hij met Walburgis van Nieuwenaar. Filips was page, later kamerheer aan het hof van keizer Karel V.
Het leven van de graaf van Horne vertoont grote overeenkomsten met dat van zijn vriend graaf Lamoraal van Egmont, met wie hij uiteindelijk zou sterven.
Graaf Horne was oorspronkelijk legeraanvoerder van het Leger van Vlaanderen. Hij werd in 1555 stadhouder (militair gouverneur) van Gelre en in 1556 ridder van het Gulden Vlies. In 1558 volgde hij Maximiliaan II van Bourgondië op als admiraal van de Nederlanden en was de opperbevelhebber van de vloot die koning Filips II van Spanje in 1559 van Nederland naar Spanje bracht. Hij boekte enkele grote successen en werd als dank daarvoor in 1561 benoemd tot lid van de Raad van State.

### Opstand
In de Raad van State vormde hij samen met Willem van Oranje en de graaf van Egmont een Driemanschap (Ligue der Groten), dat in opstand kwam tegen het beleid van de kardinaal Antoine Perrenot Granvelle, bisschop van Atrecht, die de Inquisitie invoerde in Vlaanderen. Na diens afzetting bleef de graaf van Horne zich verzetten tegen de Spaanse heerser: als protest leverde hij zijn insignes van het Gulden Vlies in. Hij was aanwezig op de vergaderingen van Breda en Hoogstraten. Hij stond de calvinisten te Doornik kerkbouw toe buiten de muren, hetgeen later een van de aanklachten tegen hem zou vormen.
De graaf van Horne is zijn hele leven overtuigd katholiek gebleven. Maar door zijn gedoogbeleid jegens de protestanten en zijn regelmatige afwezigheid, groeide Weert onder zijn bewind uit tot een bolwerk van de Reformatie. Dit gebeurde onder de leiding van de gravinnen Anna van Egmont (zijn moeder) en Walburgis van Nieuwenaar (zijn vrouw). Hierdoor was de Beeldenstorm in Weert extra hevig in vergelijking met andere steden. Na de Beeldenstorm voerde de graaf Horne een beleid dat gericht was op het herstel van de katholieke macht, omdat hij de onderdrukking van zijn katholieke geloofsgenoten niet kon tolereren en bovendien zijn trouw aan Margaretha van Parma moest laten zien.
Koning Filips II van Spanje stuurde de hertog van Alva naar de Nederlanden om orde op zaken te stellen na de Beeldenstorm. Willem van Oranje ontvluchtte hierop Brussel; Egmont en Horne besloten niet te vluchten. Alva liet vrijwel direct na zijn aankomst de graaf van Egmont, diens secretaris Jan van Casembroot en de graaf van Horne arresteren, op 9 september 1567. Dit geschiedde onder een vals voorwendsel: Alva had een overleg aangekondigd om bij een maaltijd over de situatie te praten. Zij werden aangehouden en wegens hoogverraad voor de Raad van Beroerten gesleept. De twee werden overgebracht naar het Spanjaardenkasteel te Gent. Daar werd Horne op 10 en 11 november ondervraagd door Juan de Vargas en Louis del Rio, kopstukken van de Raad van  Beroerten die hiervoor een bijzondere volmacht hadden gekregen. Vergeefs beriepen ze zich op hun onschendbaarheid als Vliesridders.
Hoewel Horne tot het einde toe katholiek bleef en beweerde trouw te zijn aan de Spaanse koning, werd hij samen met de graaf van Egmont ter dood veroordeeld, ondanks de vele protesten van andere edelen. Op 3 juni 1568 werd hij van het Spanjaardenkasteel naar Brussel teruggebracht en opgesloten in het Broodhuis. Op 4 juni tekende de Spaanse landvoogd Alva het doodvonnis. In de motivering vormden zijn steun aan het Eedverbond en zijn tolerant gedrag te Doornik de hoofdpunten. De volgende dag werden beide edellieden en vrienden kort na elkaar onthoofd op de Grote Markt van Brussel. De dood van Egmont en Horne leidde tot grote protesten onder de bevolking.
Er werd van uitgegaan dat Filips van Montmorency begraven ligt in het priesterkoor van de Sint-Martinuskerk in Weert (daar bevindt zich althans de tinnen bus met zijn hart), hoewel recent onderzoek uitwijst dat het lichaam zelf misschien begraven ligt in de Paterskerk aan de Biest (Kasteel Nijenborgh). In 2020 werd aan Kasteel De Aldenborgh een grafkelder gevonden waar Horne mogelijk werd begraven.
De titel graaf van Horne ging over op zijn jongere broer Floris, die in Spanje in gevangenschap verbleef. Floris was in Spanje voor het toelichten van het smeekschrift van het Eedverbond der Edelen over de wetten tegen de protestanten. Floris werd door de Raad van Beroerten ter dood veroordeeld. Filips II liet hem echter, liever dan hem voor de uitvoering van de doodstraf te laten terugkeren naar de Nederlanden, in het geheim in 1570 door wurging om het leven brengen en verspreidde het gerucht dat hij aan ziekte was bezweken.

## Trivia
- Sinds de ontdekking ervan door Belgisch astronoom Eric Walter Elst in 1993 draagt planetoïde (13112) de naam 'Montmorency' ter ere van Filips van Montmorency[12].
- Sinds 1879 staat er een standbeeld van Filips van Horne en van Lamoraal van Egmont (van de hand van Charles-Auguste Fraikin) op de Zavel in Brussel; het standbeeld stond voorheen (vanaf 1864) voor het Broodhuis op de Grote Markt.
- In 2018 werd in Weert een 'Graaf van Hornejaar'[13] georganiseerd om (samen met het 'Egmontjaar' in Zottegem, Oud-Beijerland en Egmond (Bergen)) de 450ste verjaardag van de executie door Alva op de Brusselse Grote Markt te herdenken. Op 5 juni 2018 werden in Brussel[14] en Weert herdenkingsplechtigheden gehouden en kransen neergelegd[15]. Er werd in Weert een nieuw logo ontworpen ('Weert Van Hornestad')[16], er werd een 'Graaf van Hornemusical' opgevoerd[17], er was een tentoonstelling 'Graaf in Opstand' [18] en er werden verschillende muurschilderingen aangebracht over Horne.[19][20] Er werd een Graaf van Horne fiets- en wandelroute gecreëerd[21]. Ook in Deinze (Nevele) werden van Horne-activiteiten georganiseerd[22][23].
- Er werd tijdens Van Hornejaar 2018 ook een ruiterstandbeeld van Filips van Horne gemaakt.[24][25][26] Het standbeeld reisde tijdelijk langs verschillende plekken die een band hebben met Van Horne en werd daarna in de voorhof van het Kasteel Nijenborgh geplaatst[27] .
- Filips van Horne is een van de vier personen in het standbeeld op de Werthaboulevard in Weert, van de hand van Job Smeets[28][29].
- In Horn staat sinds 15 december 1990 een standbeeld van Filips op het Van Horneplein (van de hand van Jaak Waeijen)[30].
- In Weert werden een straat, een tennisclub en de scholengemeenschap Philips van Horne SG[31] naar hem genoemd. Ook in onder andere  Antwerpen, Brussel, Seraing, Vlaardingen, Ridderkerk, Venlo, Horn, Heythuysen, Woudrichem, Werkendam, Zottegem, Oostkamp, Nevele en Deinze wordt Filips van Montmorency met een straatnaam herdacht. In Gavere werd BuSo Egmont en Hoorn in Gavere[32] naar hem vernoemd.
- Filips van Montmorency staat ook afgebeeld op het bieretiket van het Wieërter Paersmêrrentjbeer uit 2020[33].
- Het wapenschild van Filips van Montmorency staat in olieverf afgebeeld op een houten paneel in de Gentse Sint-Baafskathedraal[34].
- In 2024 werd door illustrator Gilbert Declercq en André Bollaert de strip Graaf van Horn uitgebracht.[35]

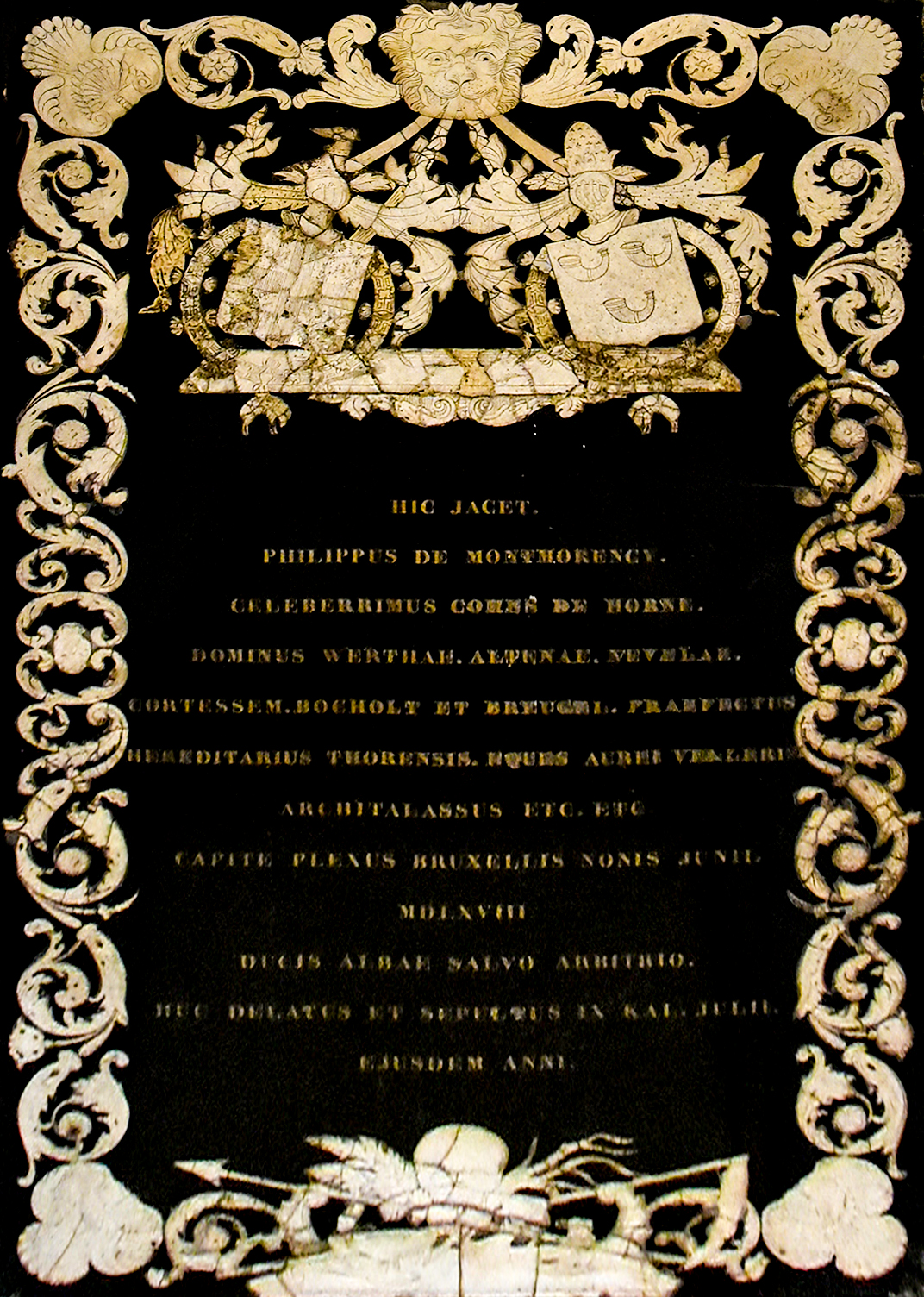
Grafsteen in de Sint-Martinuskerk te Weert

- Op 26 mei 2024 werd rond Kasteel van Ooidonk een herdenkingsfeest gehouden voor 500 jaar graaf van Horne, met optredens en re-enactment.[36]

## Kwartierstaat
| Johan III van Montmorency (1422-1477) | Johan III van Montmorency (1422-1477) | Johan III van Montmorency (1422-1477) | Johan III van Montmorency (1422-1477) | Johan III van Montmorency (1422-1477)               | Johan III van Montmorency (1422-1477)               | Gundola van Gent (overleden in 1485)                | Gundola van Gent (overleden in 1485)                | Gundola van Gent (overleden in 1485)                | Gundola van Gent (overleden in 1485)                | Gundola van Gent (overleden in 1485)      | Gundola van Gent (overleden in 1485)      |                                                     |                                                     | Frederik van Horne (1451-1486)                      | Frederik van Horne (1451-1486)                      | Frederik van Horne (1451-1486)                                     | Frederik van Horne (1451-1486)                                     | Frederik van Horne (1451-1486)                                     | Frederik van Horne (1451-1486)                                     | Philippa van Melun (geboren in 1455)                               | Philippa van Melun (geboren in 1455)                               | Philippa van Melun (geboren in 1455) | Philippa van Melun (geboren in 1455) | Philippa van Melun (geboren in 1455) | Philippa van Melun (geboren in 1455) |  |  | Frederik van Egmont (ca. 1440-1521)       | Frederik van Egmont (ca. 1440-1521)       | Frederik van Egmont (ca. 1440-1521)       | Frederik van Egmont (ca. 1440-1521)       | Frederik van Egmont (ca. 1440-1521)            | Frederik van Egmont (ca. 1440-1521)            | Aleida van Culemborg (ca. 1445-1471)           | Aleida van Culemborg (ca. 1445-1471)           | Aleida van Culemborg (ca. 1445-1471)           | Aleida van Culemborg (ca. 1445-1471)           | Aleida van Culemborg (ca. 1445-1471)     | Aleida van Culemborg (ca. 1445-1471)     |                                          |                                          | Cornelis van Bergen (1458-1509) | Cornelis van Bergen (1458-1509) | Cornelis van Bergen (1458-1509)   | Cornelis van Bergen (1458-1509)   | Cornelis van Bergen (1458-1509)   | Cornelis van Bergen (1458-1509)   | Maria Margaretha van Zevenbergen  | Maria Margaretha van Zevenbergen  | Maria Margaretha van Zevenbergen | Maria Margaretha van Zevenbergen | Maria Margaretha van Zevenbergen | Maria Margaretha van Zevenbergen |  |  |  |  |  |  |  |  |  |  |  |  |  |  |  |  |  |  |  |  |  |  |  |  |  |  |  |  |  |  |  |  |  |  |  |  |  |  |  |  |  |  |  |  |  |  |  |  |
| Johan III van Montmorency (1422-1477) | Johan III van Montmorency (1422-1477) | Johan III van Montmorency (1422-1477) | Johan III van Montmorency (1422-1477) | Johan III van Montmorency (1422-1477)               | Johan III van Montmorency (1422-1477)               | Gundola van Gent (overleden in 1485)                | Gundola van Gent (overleden in 1485)                | Gundola van Gent (overleden in 1485)                | Gundola van Gent (overleden in 1485)                | Gundola van Gent (overleden in 1485)      | Gundola van Gent (overleden in 1485)      |                                                     |                                                     | Frederik van Horne (1451-1486)                      | Frederik van Horne (1451-1486)                      | Frederik van Horne (1451-1486)                                     | Frederik van Horne (1451-1486)                                     | Frederik van Horne (1451-1486)                                     | Frederik van Horne (1451-1486)                                     | Philippa van Melun (geboren in 1455)                               | Philippa van Melun (geboren in 1455)                               | Philippa van Melun (geboren in 1455) | Philippa van Melun (geboren in 1455) | Philippa van Melun (geboren in 1455) | Philippa van Melun (geboren in 1455) |  |  | Frederik van Egmont (ca. 1440-1521)       | Frederik van Egmont (ca. 1440-1521)       | Frederik van Egmont (ca. 1440-1521)       | Frederik van Egmont (ca. 1440-1521)       | Frederik van Egmont (ca. 1440-1521)            | Frederik van Egmont (ca. 1440-1521)            | Aleida van Culemborg (ca. 1445-1471)           | Aleida van Culemborg (ca. 1445-1471)           | Aleida van Culemborg (ca. 1445-1471)           | Aleida van Culemborg (ca. 1445-1471)           | Aleida van Culemborg (ca. 1445-1471)     | Aleida van Culemborg (ca. 1445-1471)     |                                          |                                          | Cornelis van Bergen (1458-1509) | Cornelis van Bergen (1458-1509) | Cornelis van Bergen (1458-1509)   | Cornelis van Bergen (1458-1509)   | Cornelis van Bergen (1458-1509)   | Cornelis van Bergen (1458-1509)   | Maria Margaretha van Zevenbergen  | Maria Margaretha van Zevenbergen  | Maria Margaretha van Zevenbergen | Maria Margaretha van Zevenbergen | Maria Margaretha van Zevenbergen | Maria Margaretha van Zevenbergen |  |  |  |  |  |  |  |  |  |  |  |  |  |  |  |  |  |  |  |  |  |  |  |  |  |  |  |  |  |  |  |  |  |  |  |  |  |  |  |  |  |  |  |  |  |  |  |  |
|                                       |                                       |                                       |                                       |                                                     |                                                     |                                                     |                                                     |                                                     |                                                     |                                           |                                           |                                                     |                                                     |                                                     |                                                     |                                                                    |                                                                    |                                                                    |                                                                    |                                                                    |                                                                    |                                      |                                      |                                      |                                      |  |  |                                           |                                           |                                           |                                           |                                                |                                                |                                                |                                                |                                                |                                                |                                          |                                          |                                          |                                          |                                 |                                 |                                   |                                   |                                   |                                   |                                   |                                   |                                  |                                  |                                  |                                  |  |  |  |  |  |  |  |  |  |  |  |  |  |  |  |  |  |  |  |  |  |  |  |  |  |  |  |  |  |  |  |  |  |  |  |  |  |  |  |  |  |  |  |  |  |  |  |  |
|                                       |                                       |                                       |                                       | Filips van Montmorency, heer van Nevele (1466-1526) | Filips van Montmorency, heer van Nevele (1466-1526) | Filips van Montmorency, heer van Nevele (1466-1526) | Filips van Montmorency, heer van Nevele (1466-1526) | Filips van Montmorency, heer van Nevele (1466-1526) | Filips van Montmorency, heer van Nevele (1466-1526) |                                           |                                           |                                                     |                                                     |                                                     |                                                     | Margaretha van Horne, vrouwe van Montigny-En-Ostervent (1476-1558) | Margaretha van Horne, vrouwe van Montigny-En-Ostervent (1476-1558) | Margaretha van Horne, vrouwe van Montigny-En-Ostervent (1476-1558) | Margaretha van Horne, vrouwe van Montigny-En-Ostervent (1476-1558) | Margaretha van Horne, vrouwe van Montigny-En-Ostervent (1476-1558) | Margaretha van Horne, vrouwe van Montigny-En-Ostervent (1476-1558) |                                      |                                      |                                      |                                      |  |  |                                           |                                           |                                           |                                           | Floris van Egmont, graaf van Buren (1470-1539) | Floris van Egmont, graaf van Buren (1470-1539) | Floris van Egmont, graaf van Buren (1470-1539) | Floris van Egmont, graaf van Buren (1470-1539) | Floris van Egmont, graaf van Buren (1470-1539) | Floris van Egmont, graaf van Buren (1470-1539) |                                          |                                          |                                          |                                          |                                 |                                 | Margaretha van Glymes (1481–1551) | Margaretha van Glymes (1481–1551) | Margaretha van Glymes (1481–1551) | Margaretha van Glymes (1481–1551) | Margaretha van Glymes (1481–1551) | Margaretha van Glymes (1481–1551) |                                  |                                  |                                  |                                  |  |  |  |  |  |  |  |  |  |  |  |  |  |  |  |  |  |  |  |  |  |  |  |  |  |  |  |  |  |  |  |  |  |  |  |  |  |  |  |  |  |  |  |  |  |  |  |  |
|                                       |                                       |                                       |                                       | Filips van Montmorency, heer van Nevele (1466-1526) | Filips van Montmorency, heer van Nevele (1466-1526) | Filips van Montmorency, heer van Nevele (1466-1526) | Filips van Montmorency, heer van Nevele (1466-1526) | Filips van Montmorency, heer van Nevele (1466-1526) | Filips van Montmorency, heer van Nevele (1466-1526) |                                           |                                           |                                                     |                                                     |                                                     |                                                     | Margaretha van Horne, vrouwe van Montigny-En-Ostervent (1476-1558) | Margaretha van Horne, vrouwe van Montigny-En-Ostervent (1476-1558) | Margaretha van Horne, vrouwe van Montigny-En-Ostervent (1476-1558) | Margaretha van Horne, vrouwe van Montigny-En-Ostervent (1476-1558) | Margaretha van Horne, vrouwe van Montigny-En-Ostervent (1476-1558) | Margaretha van Horne, vrouwe van Montigny-En-Ostervent (1476-1558) |                                      |                                      |                                      |                                      |  |  |                                           |                                           |                                           |                                           | Floris van Egmont, graaf van Buren (1470-1539) | Floris van Egmont, graaf van Buren (1470-1539) | Floris van Egmont, graaf van Buren (1470-1539) | Floris van Egmont, graaf van Buren (1470-1539) | Floris van Egmont, graaf van Buren (1470-1539) | Floris van Egmont, graaf van Buren (1470-1539) |                                          |                                          |                                          |                                          |                                 |                                 | Margaretha van Glymes (1481–1551) | Margaretha van Glymes (1481–1551) | Margaretha van Glymes (1481–1551) | Margaretha van Glymes (1481–1551) | Margaretha van Glymes (1481–1551) | Margaretha van Glymes (1481–1551) |                                  |                                  |                                  |                                  |  |  |  |  |  |  |  |  |  |  |  |  |  |  |  |  |  |  |  |  |  |  |  |  |  |  |  |  |  |  |  |  |  |  |  |  |  |  |  |  |  |  |  |  |  |  |  |  |
|                                       |                                       |                                       |                                       |                                                     |                                                     |                                                     |                                                     |                                                     |                                                     | Jozef van Montmorency (ca. 1500-ca. 1530) | Jozef van Montmorency (ca. 1500-ca. 1530) | Jozef van Montmorency (ca. 1500-ca. 1530)           | Jozef van Montmorency (ca. 1500-ca. 1530)           | Jozef van Montmorency (ca. 1500-ca. 1530)           | Jozef van Montmorency (ca. 1500-ca. 1530)           |                                                                    |                                                                    |                                                                    |                                                                    |                                                                    |                                                                    |                                      |                                      |                                      |                                      |  |  |                                           |                                           |                                           |                                           |                                                |                                                |                                                |                                                |                                                |                                                | Anna van Egmont (1504-1574)              | Anna van Egmont (1504-1574)              | Anna van Egmont (1504-1574)              | Anna van Egmont (1504-1574)              | Anna van Egmont (1504-1574)     | Anna van Egmont (1504-1574)     |                                   |                                   |                                   |                                   |                                   |                                   |                                  |                                  |                                  |                                  |  |  |  |  |  |  |  |  |  |  |  |  |  |  |  |  |  |  |  |  |  |  |  |  |  |  |  |  |  |  |  |  |  |  |  |  |  |  |  |  |  |  |  |  |  |  |  |  |
|                                       |                                       |                                       |                                       |                                                     |                                                     |                                                     |                                                     |                                                     |                                                     | Jozef van Montmorency (ca. 1500-ca. 1530) | Jozef van Montmorency (ca. 1500-ca. 1530) | Jozef van Montmorency (ca. 1500-ca. 1530)           | Jozef van Montmorency (ca. 1500-ca. 1530)           | Jozef van Montmorency (ca. 1500-ca. 1530)           | Jozef van Montmorency (ca. 1500-ca. 1530)           |                                                                    |                                                                    |                                                                    |                                                                    |                                                                    |                                                                    |                                      |                                      |                                      |                                      |  |  |                                           |                                           |                                           |                                           |                                                |                                                |                                                |                                                |                                                |                                                | Anna van Egmont (1504-1574)              | Anna van Egmont (1504-1574)              | Anna van Egmont (1504-1574)              | Anna van Egmont (1504-1574)              | Anna van Egmont (1504-1574)     | Anna van Egmont (1504-1574)     |                                   |                                   |                                   |                                   |                                   |                                   |                                  |                                  |                                  |                                  |  |  |  |  |  |  |  |  |  |  |  |  |  |  |  |  |  |  |  |  |  |  |  |  |  |  |  |  |  |  |  |  |  |  |  |  |  |  |  |  |  |  |  |  |  |  |  |  |
|                                       |                                       |                                       |                                       |                                                     |                                                     |                                                     |                                                     |                                                     |                                                     |                                           |                                           |                                                     |                                                     |                                                     |                                                     |                                                                    |                                                                    |                                                                    |                                                                    |                                                                    |                                                                    |                                      |                                      |                                      |                                      |  |  |                                           |                                           |                                           |                                           |                                                |                                                |                                                |                                                |                                                |                                                |                                          |                                          |                                          |                                          |                                 |                                 |                                   |                                   |                                   |                                   |                                   |                                   |                                  |                                  |                                  |                                  |  |  |  |  |  |  |  |  |  |  |  |  |  |  |  |  |  |  |  |  |  |  |  |  |  |  |  |  |  |  |  |  |  |  |  |  |  |  |  |  |  |  |  |  |  |  |  |  |
|                                       |                                       |                                       |                                       |                                                     |                                                     |                                                     |                                                     |                                                     |                                                     |                                           |                                           |                                                     |                                                     |                                                     |                                                     |                                                                    |                                                                    |                                                                    |                                                                    |                                                                    |                                                                    |                                      |                                      |                                      |                                      |  |  |                                           |                                           |                                           |                                           |                                                |                                                |                                                |                                                |                                                |                                                |                                          |                                          |                                          |                                          |                                 |                                 |                                   |                                   |                                   |                                   |                                   |                                   |                                  |                                  |                                  |                                  |  |  |  |  |  |  |  |  |  |  |  |  |  |  |  |  |  |  |  |  |  |  |  |  |  |  |  |  |  |  |  |  |  |  |  |  |  |  |  |  |  |  |  |  |  |  |  |  |
|                                       |                                       |                                       |                                       |                                                     |                                                     |                                                     |                                                     |                                                     |                                                     |                                           |                                           | Filips van Montmorency, graaf van Horne (1524-1568) | Filips van Montmorency, graaf van Horne (1524-1568) | Filips van Montmorency, graaf van Horne (1524-1568) | Filips van Montmorency, graaf van Horne (1524-1568) | Filips van Montmorency, graaf van Horne (1524-1568)                | Filips van Montmorency, graaf van Horne (1524-1568)                |                                                                    |                                                                    | Floris van Montmorency (1528−1570)                                 | Floris van Montmorency (1528−1570)                                 | Floris van Montmorency (1528−1570)   | Floris van Montmorency (1528−1570)   | Floris van Montmorency (1528−1570)   | Floris van Montmorency (1528−1570)   |  |  | Maria van Montmorency (overleden in 1570) | Maria van Montmorency (overleden in 1570) | Maria van Montmorency (overleden in 1570) | Maria van Montmorency (overleden in 1570) | Maria van Montmorency (overleden in 1570)      | Maria van Montmorency (overleden in 1570)      |                                                |                                                | Eleonora van Montmorency (ca. 1530-1585)       | Eleonora van Montmorency (ca. 1530-1585)       | Eleonora van Montmorency (ca. 1530-1585) | Eleonora van Montmorency (ca. 1530-1585) | Eleonora van Montmorency (ca. 1530-1585) | Eleonora van Montmorency (ca. 1530-1585) |                                 |                                 |                                   |                                   |                                   |                                   |                                   |                                   |                                  |                                  |                                  |                                  |  |  |  |  |  |  |  |  |  |  |  |  |  |  |  |  |  |  |  |  |  |  |  |  |  |  |  |  |  |  |  |  |  |  |  |  |  |  |  |  |  |  |  |  |  |  |  |  |

## Voetnoten

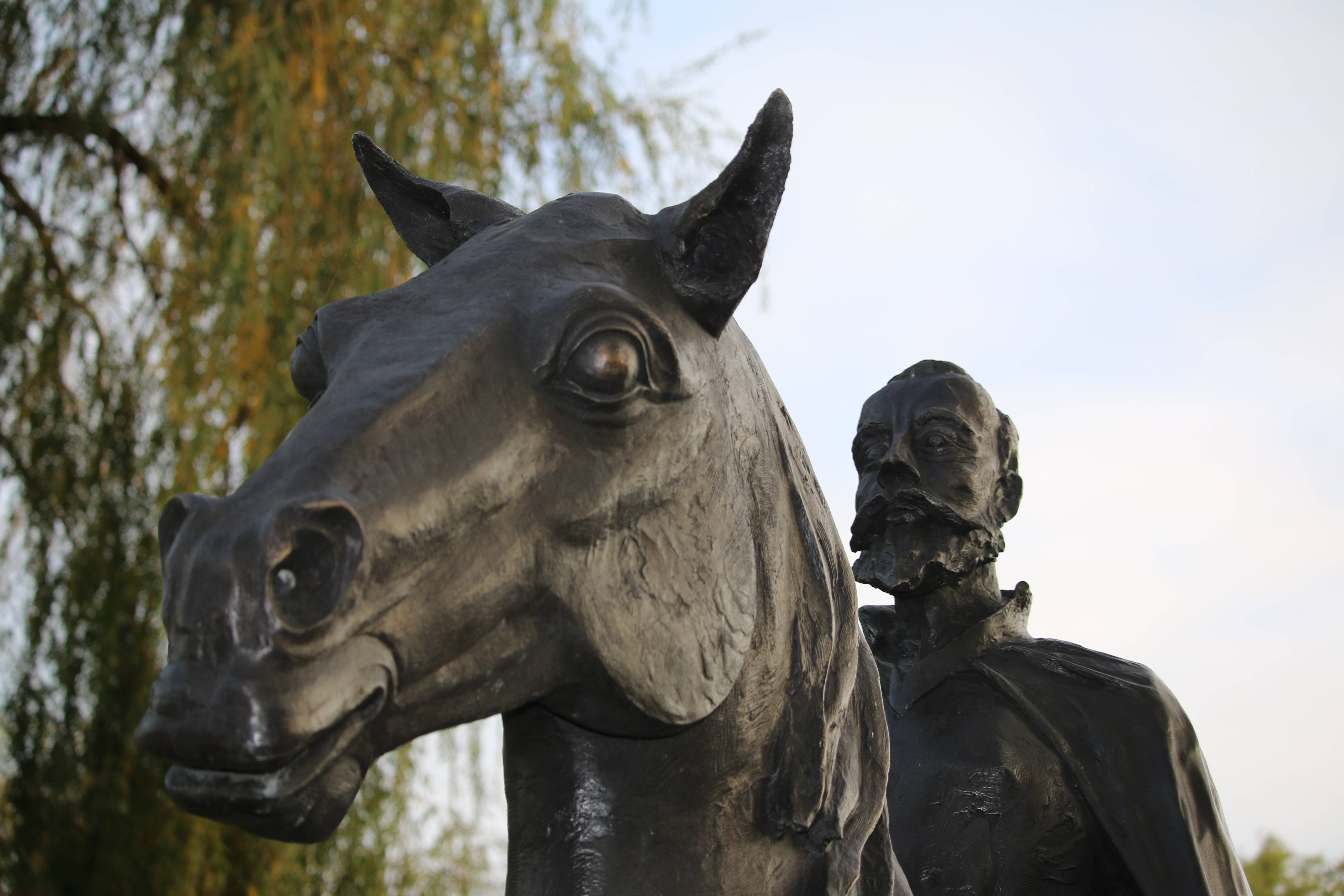
Standbeeld van Philips van Horne

1. ↑  Na diens dood in 1570 kwam  het graafschap Horn bij gebrek aan een mannelijke erfgenaam terug in een personele unie met het prinsbisdom Luik; een hoogdrossaard bestuurde het namens de prins-bisschop. De eerste prins-bisschop die de titel van 'graaf van Horn' aan zijn titulatuur toevoegde was Jean-Louis d'Elderen (1688-1694)
2. ↑  Graaf van Hoorn of graaf Hoorn is een minder juiste aanduiding voor de graaf van Horn, Horne of Hoorne. Deze verbastering is ontstaan door de associatie met Egmond, in de graaf van Egmont.
3. ↑  Biografie Van Horne
4. ↑  Het Nieuwsblad
5. ↑  Erfgoedhuis Weert
6. ↑  Het graf van de graaf van Horne in de St.-Martinuskerk te Weert, Stichting Historisch Onderzoek Weert
7. ↑  Zoektocht graf graaf van Horne, Weert de Gekste. 16 oktober 2017 (bezocht: 12 april 2018). Gearchiveerd op 23 maart 2023.
8. ↑  De Vondst: Verdwenen lichaam van Van Horne, Limburg. Gearchiveerd op 28 maart 2023.
9. ↑  De Standaard. Gearchiveerd op 23 maart 2023.
10. ↑  Midden-Limburg Actueel. Gearchiveerd op 25 juni 2023.
11. ↑  Filips II van Montmorency-Nevele, Heemkundige Kring Land van Nevele
12. ↑  Minor Planet Center
13. ↑  Officiële website Van Hornejaar
14. ↑  1limburg. Gearchiveerd op 26 maart 2020.
15. ↑  Graaf van Horne herdacht Weert de gekste, 5 juni 2018. Gearchiveerd op 16 april 2023.
16. ↑  Weert Magazine Special Graaf van Horne februari 2018
17. ↑  Officiële website Graaf van Hornemusical
18. ↑  Erfgoedhuis Weert. Gearchiveerd op 23 maart 2023.
19. ↑  Muurkunst Weert. Gearchiveerd op 11 april 2023.
20. ↑  Weert de gekste. Gearchiveerd op 25 maart 2023.
21. ↑  Midden-Limburg
22. ↑  Het Nieuwsblad. Gearchiveerd op 23 maart 2023.
23. ↑  Het Nieuwsblad
24. ↑  Midden-Limburg Actueel. Gearchiveerd op 23 maart 2023.
25. ↑  Midden-Limburg actueel. Gearchiveerd op 23 maart 2023.
26. ↑  1Limburg. Gearchiveerd op 7 juni 2022.
27. ↑  Weert de gekste. Gearchiveerd op 23 maart 2023.
28. ↑  Midden-Limburg Actueel. Gearchiveerd op 27 maart 2023.
29. ↑  Midden-Limburg Actueel. Gearchiveerd op 23 maart 2023.
30. ↑  Heemkunde Horn. Gearchiveerd op 30 maart 2023.
31. ↑  Scholengemeenschap Philips van Horne. Gearchiveerd op 8 juni 2023.
32. ↑  BuSo Egmont en Hoorn. Gearchiveerd op 23 maart 2023.
33. ↑  Weert de gekste. Gearchiveerd op 23 maart 2023.
34. ↑  Koninklijk Instituut voor Kunstpatrimonium BALaT. Gearchiveerd op 9 juli 2023.
35. ↑  Het Nieuwsblad
36. ↑  Het Nieuwsblad